# 한국공인노무사회
한국공인노무사회(韓國公認勞務士會, Korea Certified Public Labor Attorneys Association)는 공인노무사의 권익신장과 노사관계 안정을 추구하기 위하여 설립된 전문가단체이다. 서울특별시 영등포구 국제금융로 6길 33 (여의도동) 여의도백화점 9층 30호에 위치하고 있다.

## 설립 근거
- 공인노무사법 제24조[2]

## 연혁
- 1984년 12월 19일 공인노무사회 창립준비위원회 구성
- 1984년 12월 31일 공인노무사법 제정 공포
- 1984년 7월 25일 공인노무사법 시행령 제정 공포
- 1985년 9월 28일 공인노무사법 시행규칙 제정 공포
- 1986년 1월 30일 한국공인노무사회 발기인대회 개최
- 1986년 4월 16일 한국공인노무사호 창립총회 개최
- 1986년 5월 1일 한국공인노무사회 사무국 설치
- 1986년 6월 17일 한국공인노무사회 법인 설립 인가
- 1987년 2월 10일 한국공인노무사회 회보 발간 (월간)
- 1988년 4월 15일 공인노무사의 알선위원자격 명문화 (노동재의조정법 시행령 제9조 개정)
- 1990년 4월 7일 공인노무사법 제2조 직무의 범위상의 대리권 확보
- 1997년 10월 1일 한국공인노무사호 정보지 노사토픽 발간
- 1999년 2월 5일 한국공인노무사회 임의가입으로 변경
- 1994년 4월 12일 국민고충처리위원회 전문상담인 참여 시작
- 2000년 12월 30일 직무영역상의 노무관리진단개념규정 입법화
- 2003년 4월 1일 한국공인노무사회 노사상담센터 개설
- 2003년 5월 1일 한국공인노무사회 계간 노무사 발간
- 2003년 12월 31일 사적조정중재의 직무영역 포함
- 2004년 6월 4일 부산울산경남지부 창립총회
- 2004년 7월 15일 광주전남북제주지부 창립총회
- 2004년 10월 29일 대구경북지부 창립총회
- 2004년 12월 20일 한국공인노무사회 사적조정중재단 발족
- 2004년 12월 21일 사법개혁위원회에 노동법원 설립에 관한 한국공인노무사회 의견 제출
- 2005년 4월 9일 한국공인노무사회 신사옥 이전식
- 2005년 12월 30일 공인노무사업 2006년부터 산재보험요율 법무회계 관련 서비스업으로 적용
- 2006년 4월 15일 회장 직선제 실시 (김용포 회장 당선)[3]
- 2007년 5월 17일 국선노무사제도 시행
- 2007년 8월 3일 한국공인노무사회가 공인노무사의 의무가입단체로 변경
- 2009년 2월 15일 근로조건 자율개선사업 시행
- 2010년 4월 11일 채호일 회장 당선
- 2010년 5월 25일 공인노무사법 개정 (의무보수교육 8시간 추가)
- 2010년 12월 13일 직무개시등록 및 합동사무소 신고업무 실시
- 2011년 10월 22일 이근덕 회장 당선
- 2012년 5월 17일 한국공인노무사회 개업학교 실시
- 2013년 1월 31일 한국공인노무사회 사이버연수원 개원
- 2013년 2월 1일 한국공인노무사회 회관 이전 (서울특별시 영등포구 여의도동)
- 2013년 2월 20일 한국공인노무사회 교육원 완공 (서울특별시 금천구 가산동)

## 조직

### 총회
- 대의원회

#### 회장
- 고문
- 감사

##### 이사회
- 전문위원회
  - 제도개선위원회
  - 관리운영위원회
  - 사업개발위원회
  - 교육연수위원회
  - 대외협력홍보위원회
- 사무총장
  - 사무차장
    - 제도개선연구실
    - 관리회계팀
    - 사업팀
    - 교육팀
    - 전산팀
- 특별위원회
  - 윤리위원회
  - 선거관리위원회

## 소속기관
- 조정중재단
- 정책연구소
- 급여사회보험협의회

## 같이 보기
- 노사발전재단
- 전국민주노동조합총연맹
- 한국노동조합총연맹